# Sutton (Dakota del Norte)
Sutton es un lugar designado por el censo ubicado en el condado de Griggs en el estado estadounidense de Dakota del Norte. En el censo de 2010 tenía una población de 17 habitantes y una densidad poblacional de 32,02 personas por km².

## Geografía
Sutton se encuentra ubicado en las coordenadas 47°24′14″N 98°26′28″O / 47.40389, -98.44111. Según la Oficina del Censo de los Estados Unidos, Sutton tiene una superficie total de 0.53 km², de la cual 0.53 km² corresponden a tierra firme y (0%) 0 km² es agua.

## Demografía
Según el censo de 2010, había 17 personas residiendo en Sutton. La densidad de población era de 32,02 hab./km². De los 17 habitantes, Sutton estaba compuesto por el 94.12% blancos, el 5.88% eran afroamericanos, el 0% eran amerindios, el 0% eran asiáticos, el 0% eran isleños del Pacífico, el 0% eran de otras razas y el 0% pertenecían a dos o más razas. Del total de la población el 0% eran hispanos o latinos de cualquier raza.